# アレクサンダル・ラドヴァノヴィッチ
アレクサンダル・ラドヴァノヴィッチ（Aleksandar Radovanović、1993年11月11日 - ）は、セルビア（旧ユーゴスラビア）・シャバツ出身のサッカー選手。UDアルメリア所属。ポジションはDF。

## クラブ経歴
セルビアのクラブであるFKマチュヴァ・シャバツで2010年にプロデビュー。2018年までセルビアのクラブを転々とし、2018年6月26日、リーグ・ドゥに所属していたRCランスへ移籍した。
2021年1月28日、ベルギーのKVコルトレイクと1年半契約を結んだ。
2023年3月22日、MLSのオースティンFCへ2023シーズンまでの契約でレンタル移籍をした。
2024年1月20日、UDアルメリアへ移籍し、1年半契約を交わした。